# Héctor Cubillos Peña
Héctor Cubillos Peña (* 17. November 1949 in Bogotá) ist Bischof von Zipaquirá. 

## Leben
Der Erzbischof von Bogotá und Militärvikar von Kolumbien, Aníbal Kardinal Muñoz Duque, weihte ihn am 29. November 1974 zum Priester. Papst Johannes Paul II. ernannte ihn am 26. Februar 1988 zum Titularbischof von Fesseë und Weihbischof in Bucaramanga. 
Die Bischofsweihe spendete ihm der Erzbischof von Bucaramanga, Víctor Manuel López Forero, am 26. März desselben Jahres; Mitkonsekratoren waren Pedro Kardinal Rubiano Sáenz, Erzbischof von Bogotá, und Beniamino Stella, Apostolischer Nuntius in Kolumbien.
Am 30. Juni 2004 wurde er zum Bischof von Zipaquirá ernannt und am 14. August desselben Jahres in das Amt eingeführt.